# Historische Gasthäuser in Wandlitz
In der Großgemeinde Wandlitz, speziell im Ort Wandlitz, sind durch den schnellen Ausbau des früheren Dorfes zu einem Naherholungsgebiet für die Berliner am Ende des 19. Jahrhunderts einige interessante und im Stil der Zeit eingerichtete Gasthäuser entstanden. Von diesen Historischen Gasthäusern sind im 21. Jahrhundert noch einige als Gaststätten oder -häuser in Betrieb.

## Im Ortsteil Wandlitzsee

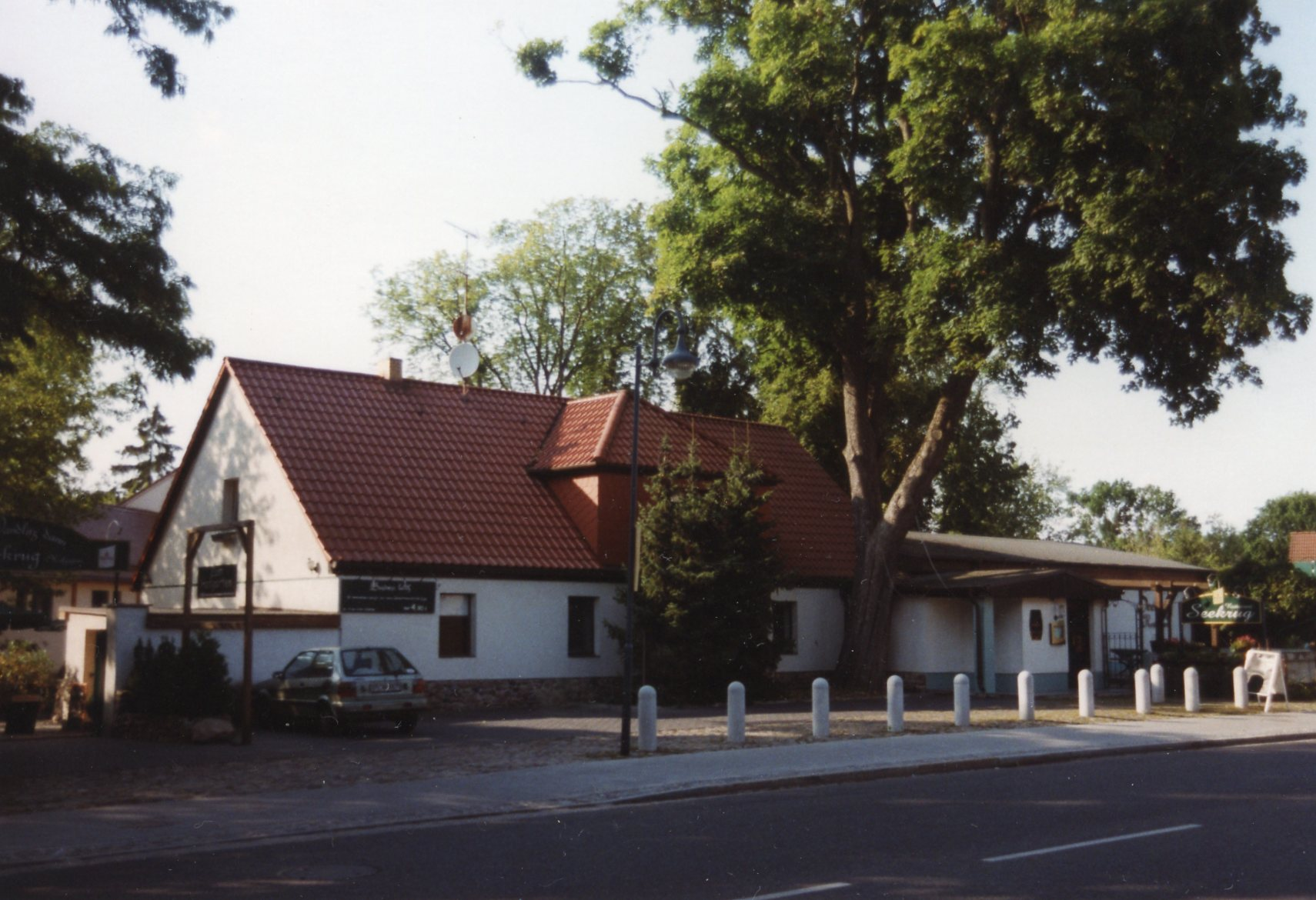
Seekrug im Jahr 2004, vor dem Umbau

- Im 19. Jahrhundert gab es an der damaligen Zoll- und Postkutschenstation die Restauration Alter Krug, die dem 2003 abgerissenen Zollhaus gegenüberstand, am Zugang zum Dorf Wandlitz von Süden. Als die Pferdekutschen durch die Errichtung der neuen Eisenbahnlinie Berlin–Groß-Schönebeck ihre Bedeutung verloren und die luft- und lichthungrigen Großstädter zahlreich nach Wandlitz kamen, kauften die Besitzer August Klein und Bernd Sieke ein Nachbargrundstück hinzu und bauten den vormaligen Alten Krug zu Beginn des 20. Jahrhunderts zu einer Ausflugsgaststätte aus. Es entstanden eine Unterkunftshalle, Kaffeeküche, Stall, Logierhaus mit Saal, eine offene Remise, eine Kegelbahn und Gastzimmer.[1] Das epochale Ausflugslokal hatte jetzt Platz für 2000 Gäste, ein eigener Bootsverleih kam hinzu, die Freiluftterrasse bot einen schönen Blick auf den Wandlitzer See. Weil zur gleichen Zeit auch andere Gaststätten am See gebaut oder erweitert wurden, ließen die Betreiber eine Strandpromenade anlegen, den Gästen wurden Schiffsausflüge auf dem See angeboten. Die neue Einrichtung hieß nun Seekrug. Unmittelbar vor dem Gasthaus errichtete die Deutsch-Amerikanische Petroleum Gesellschaft (DAPOL) um 1930 eine Tankstelle, weil inzwischen die meisten Ausflügler mit Motorwagen unterwegs waren.[2] Am Ende der (NS-) nationalsozialistischen Zeit ließ der Reichsminister für Rüstung und Kriegsproduktion auf einer Teilfläche des Restaurantgeländes Bürobaracken errichten, in denen die Verwaltung eines Lagers für ukrainische Kriegsgefangene untergebracht wurde.[3] 
Durch die Ereignisse und Ergebnisse des Zweiten Weltkriegs verlor die Gast- und Beherbergungsstätte ihre Gäste und damit die Bedeutung. Der Seekrug wurde während der DDR-Zeit weiter als Gaststätte genutzt. Er erhielt zwar einen kleinen Anbau, aber kein Geld für eine umfassende Rekonstruktion. Nach der politischen Wende ging das Restaurant in Privatbesitz über und wurde nun auch ein wenig saniert; so wurde der ehemalige Pferdestall mit der Aufschrift Ausspannung freigelegt. Neue Gäste konnten jedoch nicht gewonnen werden, weil inzwischen zahlreiche neue Restaurants im Ort entstanden waren.

Nach einem Besitzerwechsel um das Jahr 2005 wurden eine neue Terrasse gestaltet und die technischen Einrichtungen auf einen zeitgemäßen Zustand gebracht. Durch die neue Farbgebung (orange) und die Umbenennung in El Gaucho ist der historische Bezug jedoch vollständig verloren gegangen.

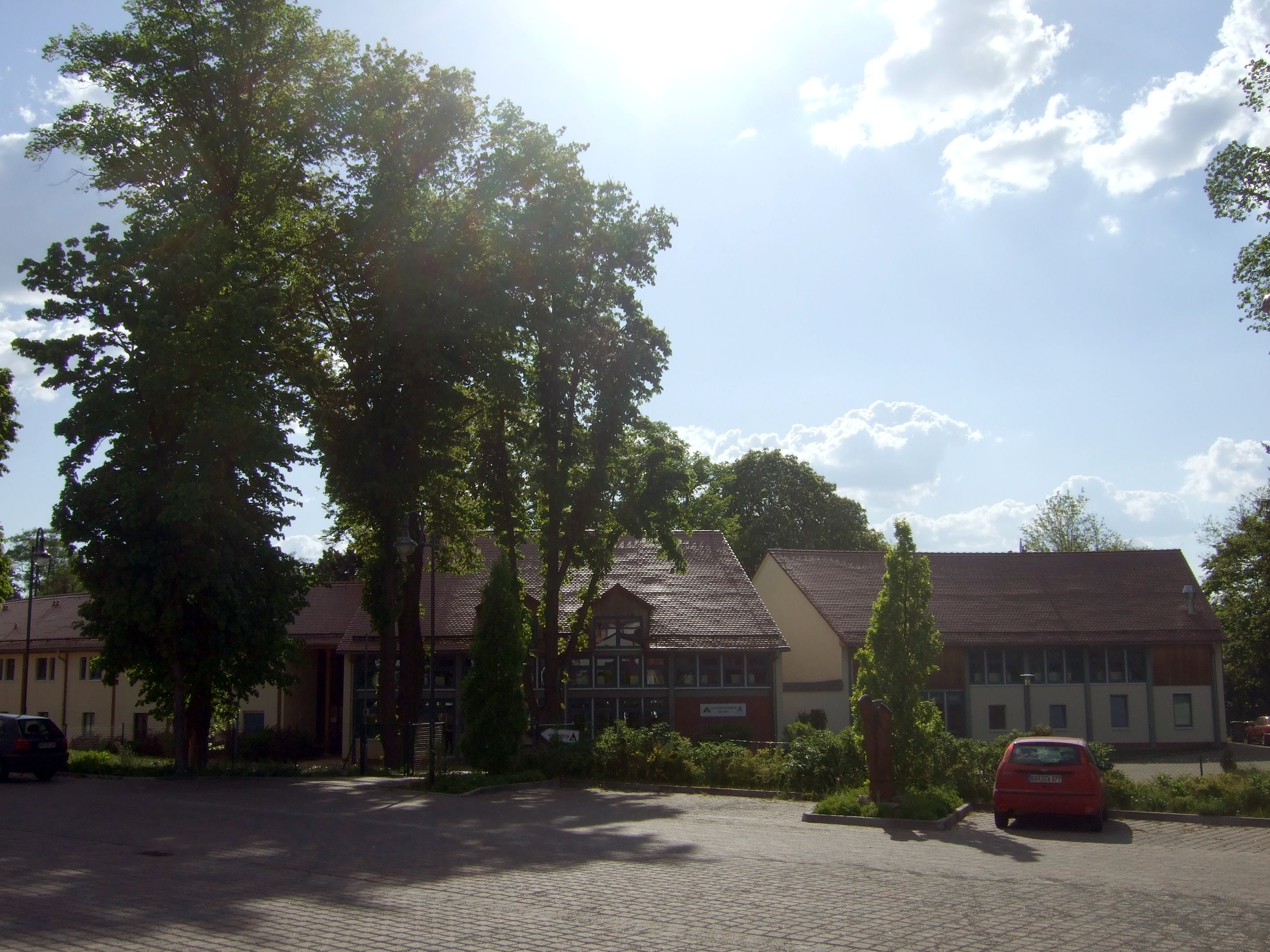
Neue Jugendherbergsbauten im Jahr 2008

- Das ehemalige Gästewohnhaus des Seekrugs wurde nach 1950 zur Jugendherberge mit dem Ehrennamen Lilo Hermann umgestaltet. Sie erhielt in den 1970er Jahren 20 kleine Bungalows für eine Kapazität von 176 Gästen.

Die Jugendherberge ging mit der deutschen Wiedervereinigung 1990 in den Besitz des Deutschen Jugendherbergswerks (DJH) über. Von etwa 1999 bis zum 17. Mai 2002 wurde auf dem Gelände ein kompletter Jugendherbergs-Neubau errichtet, der nun wieder bis zu 162 Gästen Platz bietet.

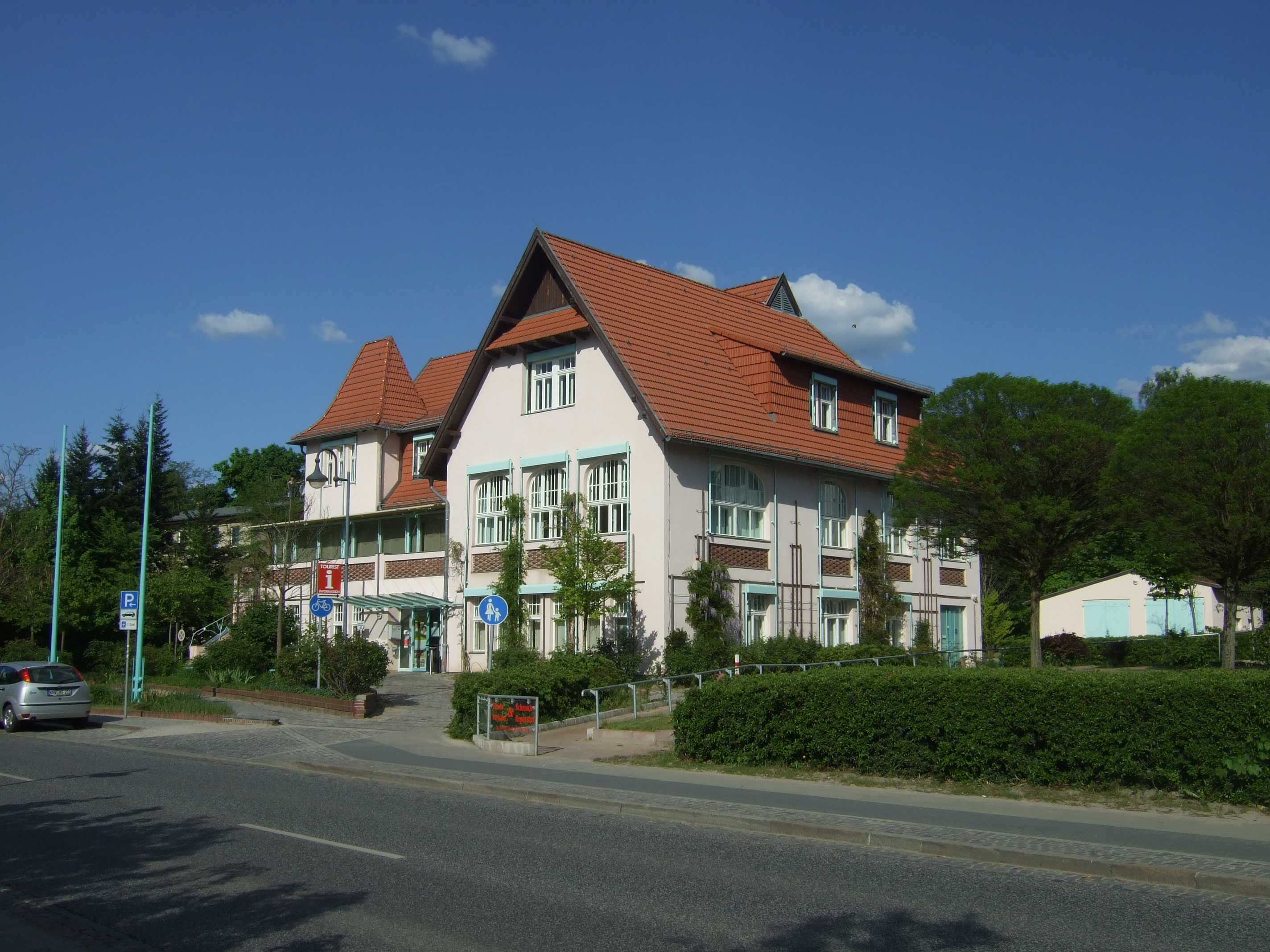
Rathaus der Großgemeinde Wandlitz (Zustand 2008), durch Ausbau eines privaten Hotels entstanden

- Das Hotel Rünger war ein ansehnliches Gebäude an der Prenzlauer Chaussee 157, das die namensgebende Familie hier Anfang des 20. Jahrhunderts errichten ließ und betrieb. In der NS-Zeit wurde die Familie enteignet, das Hotel umgebaut und 1937 als Gemeinschaftshaus und Verwaltungszentrum von Wandlitz eröffnet. Nach 1945 diente dieses Haus kurzzeitig als Sitz der Sowjetischen Kommandantur, danach der Gemeindeverwaltung. 1991, als in unmittelbarer Nachbarschaft ein neues Geschäfts- und Bürohaus errichtet wurde, sanierte die Verwaltung ihr Bürohaus, ließ zur Hofseite hin anbauen, ein repräsentativer Raum im Obergeschoss erhielt jugendstilartige Dekorationen und eine schmiedeeiserne Außentreppe. Seither dient das heutige Amtshaus als Sitz der Gemeindeverwaltung und auch als Standesamt. 2011 wurde nördlich vor dem historischen Gebäude mit dem Bau eines in modernen Formen gehaltenen Erweiterungsbaus begonnen. Es erhielt einen baulichen Übergang zum alten Rathaus in Höhe der ersten Etage.

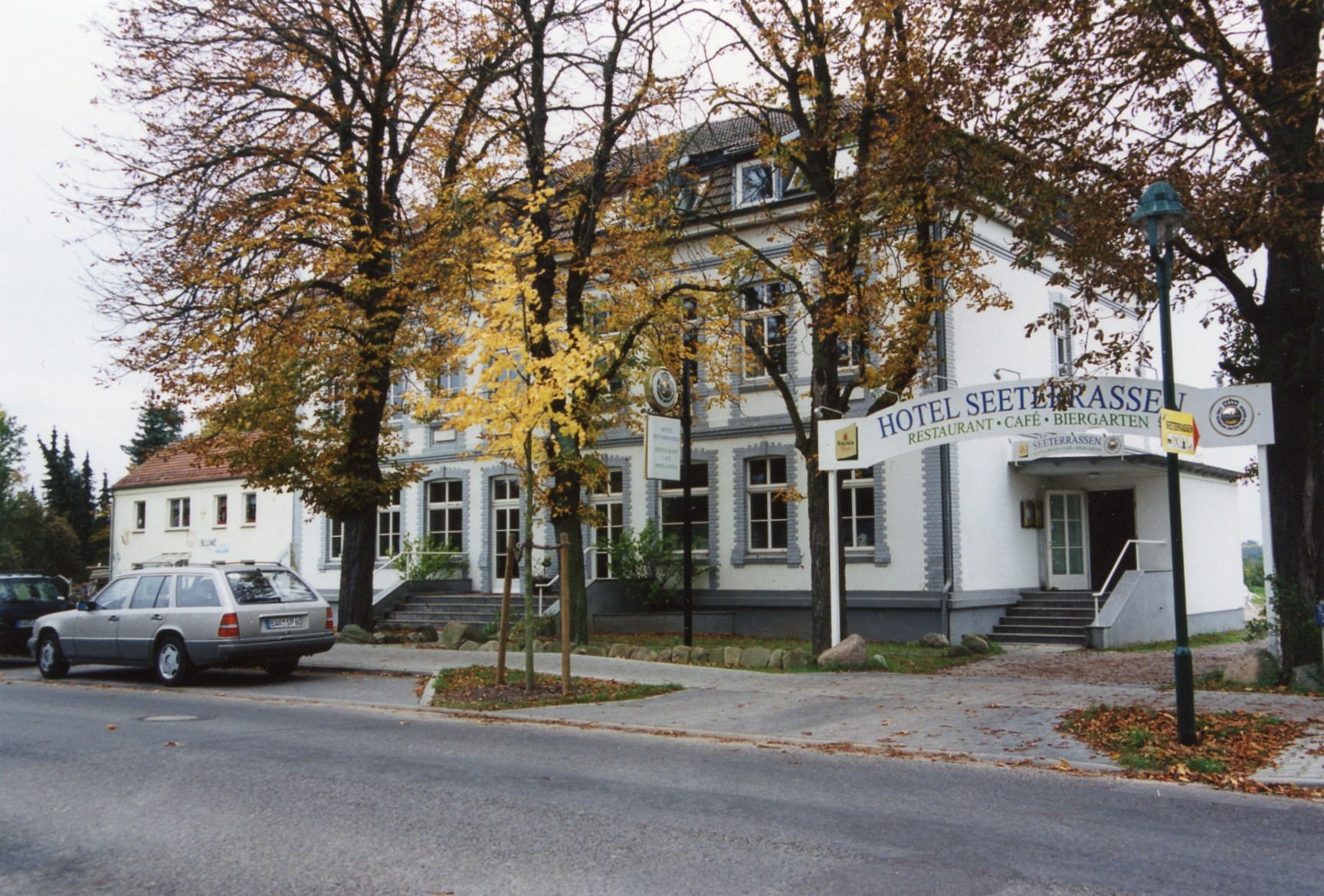
Seeterrassen auf dem hohen Ufer des Wandlitzer Sees

- Im Zuge des Ausflugsbooms der Berliner zu Beginn des 20. Jahrhunderts entstand das heutige Hotel Seeterrassen am Wandlitzer See in der Stolzenhagener Straße 59 (heute Thälmannstraße 33). Fritz Bock eröffnete 1907 hier an einem felsigen Hang des Sees das Landhotel Seeschlößchen, das mit seiner guten Lage ein beliebtes Ausflugsziel oder Unterkunft für Handelsreisende wurde. 1940 erfolgte ein Umbau des Erdgeschossbereiches.[4] In der DDR-Zeit wurden die Privatbesitzer enteignet und die Restauranträumlichkeiten unter dem Namen Seeterrassen genutzt, jedoch Mitte der 1970er Jahre aufgegeben. Nach der Wende erfolgte eine Reprivatisierung, die neuen Eigentümer investierten viel Geld in die Sanierung und Modernisierung des gesamten Komplexes. Das Hotel mit öffentlichem Restaurant bietet nunmehr 14 Gästezimmer und im Gaststättenbereich bürgerliche deutsche Küche.[5]

- Für den Bereich Drei Heilige Pfühle erteilte die Gemeinde im Jahr 1908 für die Schau- und Kaufinteressenten der geplanten Landhaus-Kolonie und die späteren Bewohner eine Ausschankerlaubnis an den Privatmann Karl Schieweg, der 1912 die Gaststätte Versunkene Glocke mit Wohnhaus und Nebengebäude eröffnete.[6] Der einprägsame Name ist von der Glocke des versunkenen sagenhaften Klosters entlehnt.[7] In der DDR-Zeit ging die Gaststätte in die Verwaltung der Konsumgenossenschaft Kreis Bernau über, die das Anwesen 1969–1970 zu einem Schulungs- und Ferienheim mit Unterkunftsbaracke umgestaltete.[8] Die Gastwirtschaft hatte alle staatlichen und sonstigen Veränderungen in den letzten 100 Jahren überstanden, wurde nach 1990 reprivatisiert und bot Wanderern und Bewohnern wieder eine kleine Speisen- und Getränkeauswahl. Außerdem fanden hier auch weit über das Regionale hinausreichende Veranstaltungen statt, wie beispielsweise im Jahr 2006 musikalisch umrahmte Lesungen des Literarischen Salons. Im Jahr 2009 wurde hier die Folge 25 der Doku-Soap Rach, der Restauranttester gedreht.[9]

Im Sommer 2011 schloss der Betreiber das baufällige Ausschankgebäude, ein Hinweis auf weitere Aktivitäten war bis 2024 nicht festzustellen. Im Internet findet sich seit Dezember 2023 die Notiz „dauerhaft geschlossen“.

## Im Bereich des alten Dorfkerns

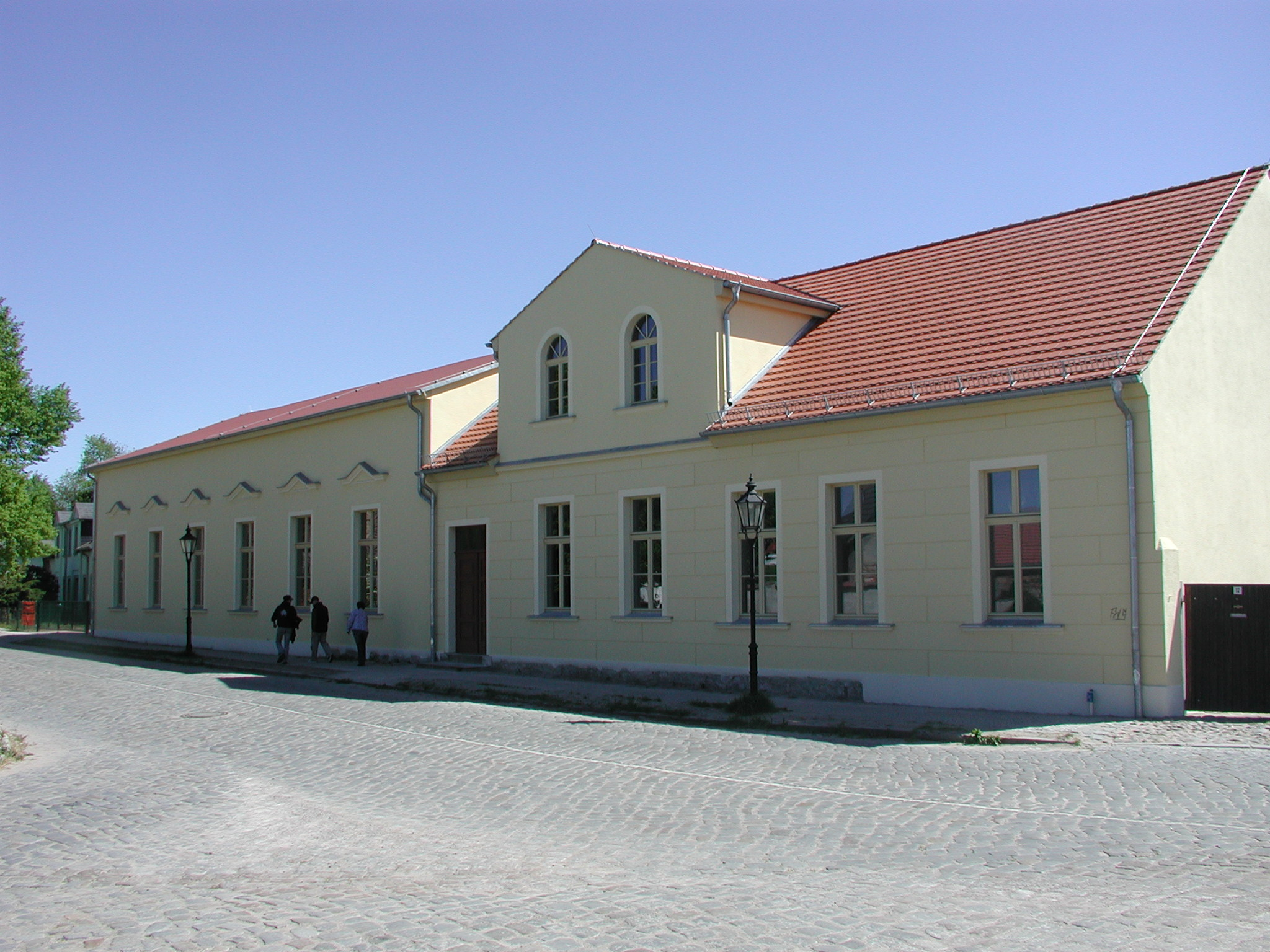
Ehemaliges Gasthaus Goldener Löwe, Mai 2007

- Der Goldene Löwe, ein ehemaliges Gasthaus im Dorf Wandlitz, ist aus dem ersten Dorfkrug im Ortskern hervorgegangen. Er wurde im Jahr 1899 durch einen 270 m² großen Tanzsaal erweitert, in dem in den 1920er und 1930er Jahren zahlreiche Feste stattfanden. Nach dem Zweiten Weltkrieg betrieb die HO das Gasthaus, nach 1990 blieb es ohne Besitzer und stand leer. Die Gemeindeverwaltung als Eigentümer ließ 2005 zunächst einen hofseitigen Anbau aus DDR-Zeiten abtragen, im Jahre 2006 begann eine Fassadensanierung. Unter der Leitung des Bauplaners Uwe Katzer erfolgte eine anschließende Innenrenovierung des Gebäudes, die im Jahr 2008 abgeschlossen war und rund 700.000 Euro gekostet hatte. Seitdem wird das unter Denkmalschutz stehende ehemalige Dorfgasthaus als Kultur- und Begegnungsstätte (Mehrzweck-Kulturhaus) genutzt.[10] 
 Der neue Veranstaltungskomplex besitzt einen großen Saal mit 199 Plätzen, einen kleinen Saal und ein großzügiges Foyer. Als Betreiber fand die Gemeindeverwaltung Christoph Klitta, einen früheren Gitarristen der Rock-Band Coma.51, der als Organisator eines vielfältigen Kulturprogramms bei Einwohnern und Besuchern guten Zuspruch erhielt. Es gab beispielsweise schon Gastspiele der beliebten Marionettenschau Spejbl und Hurvínek, Turniertanzveranstaltungen, Auftritte von Dagmar Frederic, sogar die Operette Frau Luna wurde hier 2009 neu inszeniert. 2011 übernahm Christoph Stern das Kulturobjekt und organisiert auch Vorträge, Filmvorführungen oder Diskussionsrunden zu aktuellen Themen.[11][12]

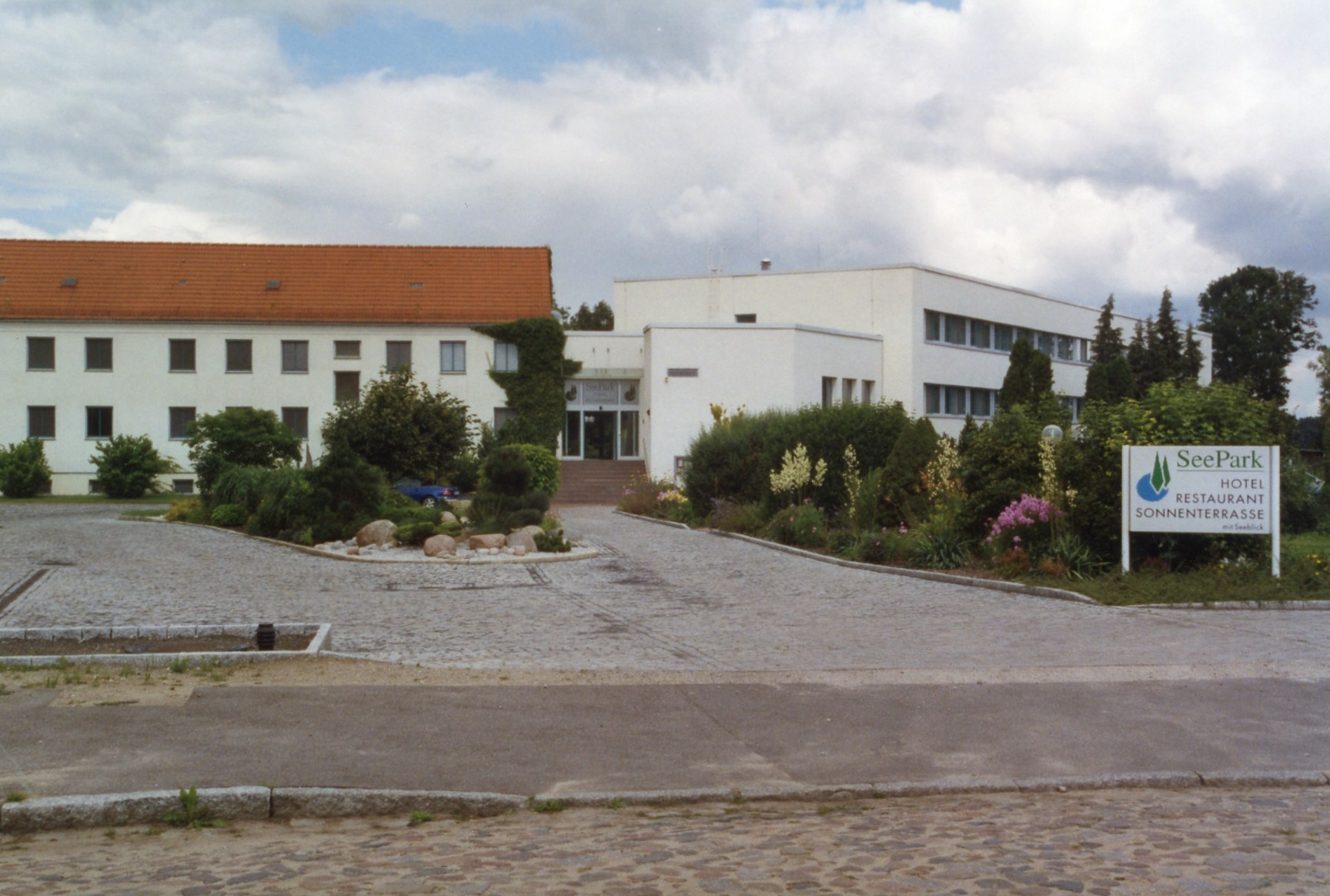
2004: Noch See Park Hotel

- Das Seepark Hotel am Wandlitzsee genannte Gasthaus im alten Dorfkern von Wandlitz (Stand Juni 2024) in der Kirchstraße 10 hat eine längere Verwandlungsgeschichte hinter sich. Im 18. Jahrhundert war das rund neun Morgen große Gelände ein Lehnschulzenhof, 1926 wurde es an den Geflügelzüchter Ferdinand Striemer verkauft. Er selbst wohnte in dem bestehenden Herrenhaus. Aus den Stallungen und den Wiesen machte er einen Geflügelzuchtbetrieb, der vor allem mit seinen Enten bald über Wandlitz hinaus bekannt wurde.

Auch nach dem Zweiten Weltkrieg bestand der Geflügelhof weiter, bis die Kollektivierung der Landwirtschaft ab den 1950er Jahren begann. Die Familie Striemer verpachtete den Betrieb 1958 deshalb an das Gut Berlin-Buch. Die Verantwortlichen betrieben die Entenfarm nun als Lehr- und Ausbildungsbetrieb, bis sie Anfang der 1970er Jahre aufgegeben wurde. Offenbar wurde das lukrative Seegelände nun an die SED-Bezirksleitung Berlin veräußert, die neue Gebäude errichten ließ und den Komplex exklusiv als Erholungsheim Karl Litke – benannt nach dem SPD- und späteren SED-Politiker Karl Litke – für verdiente Parteimitglieder benutzte. Es wurde mit einem festen Zaun umgeben und war für die Öffentlichkeit nicht zugängig.
Mit dm Beitritt der DDR zur BRD 1990 und der Umwandlung der früheren SED zur PDS entstand eine völlig unklare Eigentumssituation dieser Anlage. Zunächst fanden sich private Pächter, die das Objekt als Strandhotel mit Wellnessbereich und eigenem Badestrand bewarben und betrieben. Zusätzlich wurden die vorhandenen Räumlichkeiten für Reisegruppen oder Weiterbildungsveranstaltungen angeboten. Nach fast 15 Jahren konnten die Pächter die gesamte Anlage kaufen, nannten das Ganze nun SeePark-Hotel (siehe Foto von 2004), ab 2006 hieß es SeeparkKurhotel. Die 52 gut ausgestatteten Schlafräume und weitere Aufenthaltsräume für bis zu 60 Personen wurden als Kur- und Wellnesshotel oder als Tagungsstätte ebenso vermarktet wie die Restaurantteile für kleine oder große Familienfeiern. Seit 2018 hat das in Seepark-Hotel am Wandlitzsee umbenannte Objekt neue Betreiber.

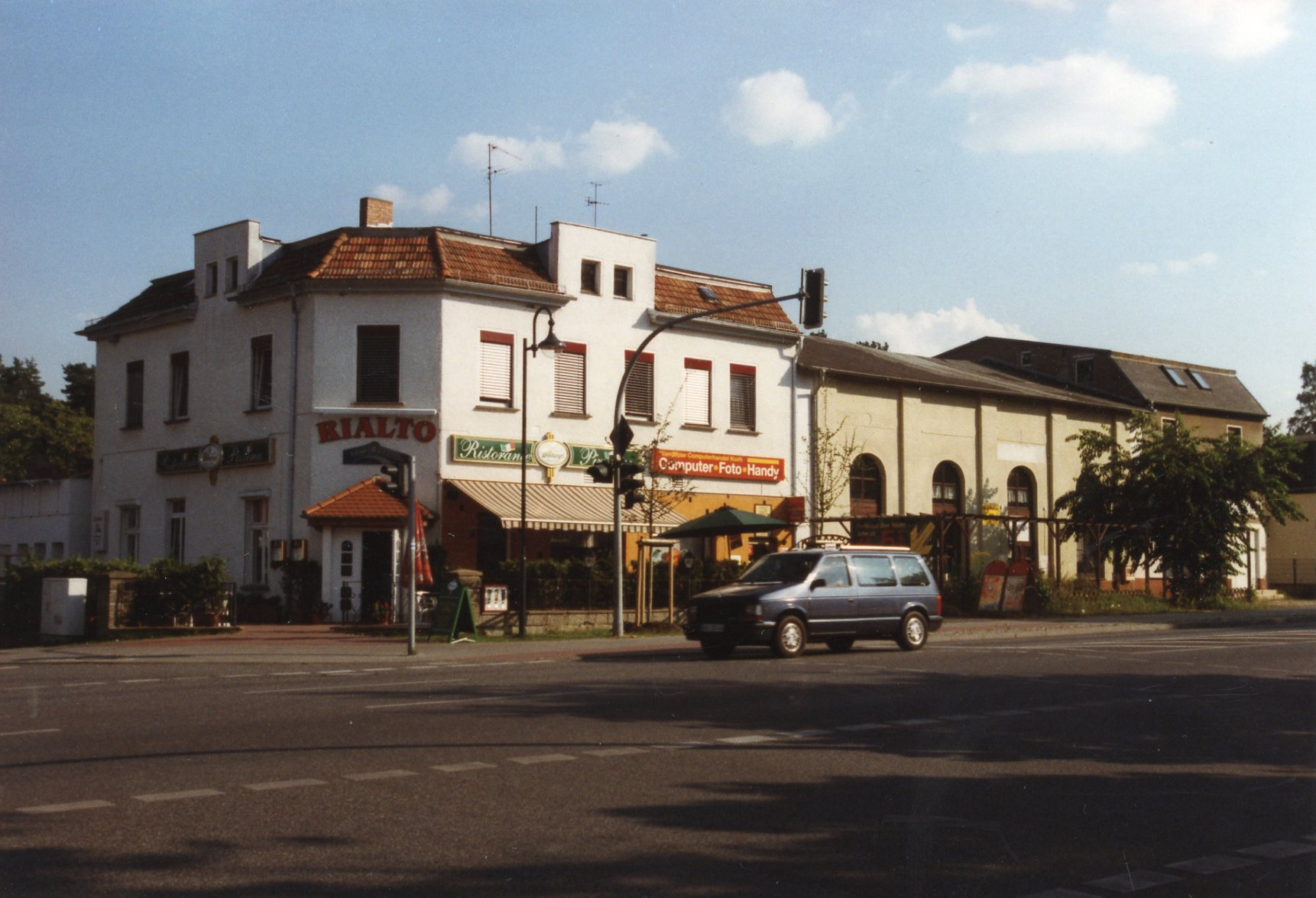
Restaurant Rialto (links) und das inzwischen abgerissene Gebäude des Theater-Casinos, 2004

- In der Prenzlauer Chaussee 54 Ecke Bernauer Chaussee eröffnete 1922 der Privatmann Adolf Tietz eine Gaststätte mit Wohnhaus. Das Restaurant erhielt den Namen Fahrradstation und wurde von Familie Bochert bis etwa 1939 betrieben. 1928 genehmigten die Behörden einen Erweiterungsbau als Kur-Theater Wandlitz (Bühne und Galerie), der jedoch 1937/1938 zu einem Kino umfunktioniert wurde.[17] Nach dem Zweiten Weltkrieg erfolgten hier wieder Kinovorführungen. Bald wurde das Gebäude mit den großen, inzwischen zugemauerten Bogenfenstern nur noch als Lagerraum genutzt. Das Wohnhaus mit ehemaligem Restaurant direkt an der Straßenecke wurde Eigentum der Familie Johann Gottfried, die hier 1953 eine Fleischerei eröffnete. 1972 bis 1974 wurde das Haus saniert, eine ehemalige Waschküche wurde Schlachthaus und die Fleischerei zu einem zeitgemäßen Fleischerfachgeschäft mit eigener Produktion umgebaut. Der Fleischermeister betrieb die Einrichtung als Kommissionär der Konsumgenossenschaft.[18]

Nach der Wende ließ Sohn Jörg Gottfried den Gebäudekomplex erweitern und wieder zu einer Gaststätte umbauen. Hinzugekommen sind eine Terrasse und ein Wintergarten. Das Restaurant erhielt den Namen Rialto und bietet italienische Küche. Seit dem Jahr 2013 wird in der Einrichtung Bier gebraut, das Brauhaus Wandlitz ist die erste Brauerei im Ort. Für den Bierausschank entstand in den 2010er Jahren ein Neubau an der gegenüberliegenden Straßenecke. – Das benachbarte ehemalige Theater-Casino wurde Mitte der 1990er Jahre kurzzeitig aus dem Dornröschenschlaf erweckt, ein Restaurant Rosengarten bot seine Dienste. Bald mussten die Betreiber wieder schließen, so dass das markante Gebäude um 2006 schließlich abgerissen wurde. Ein Neubau als Büro- und Geschäftshaus, in Anlehnung an die frühere Formgebung gestaltet, konnte im Jahr 2009 hier eröffnet werden.

## In den Siedlungsbereichen westlich der Eisenbahn bis zum Liepnitzsee

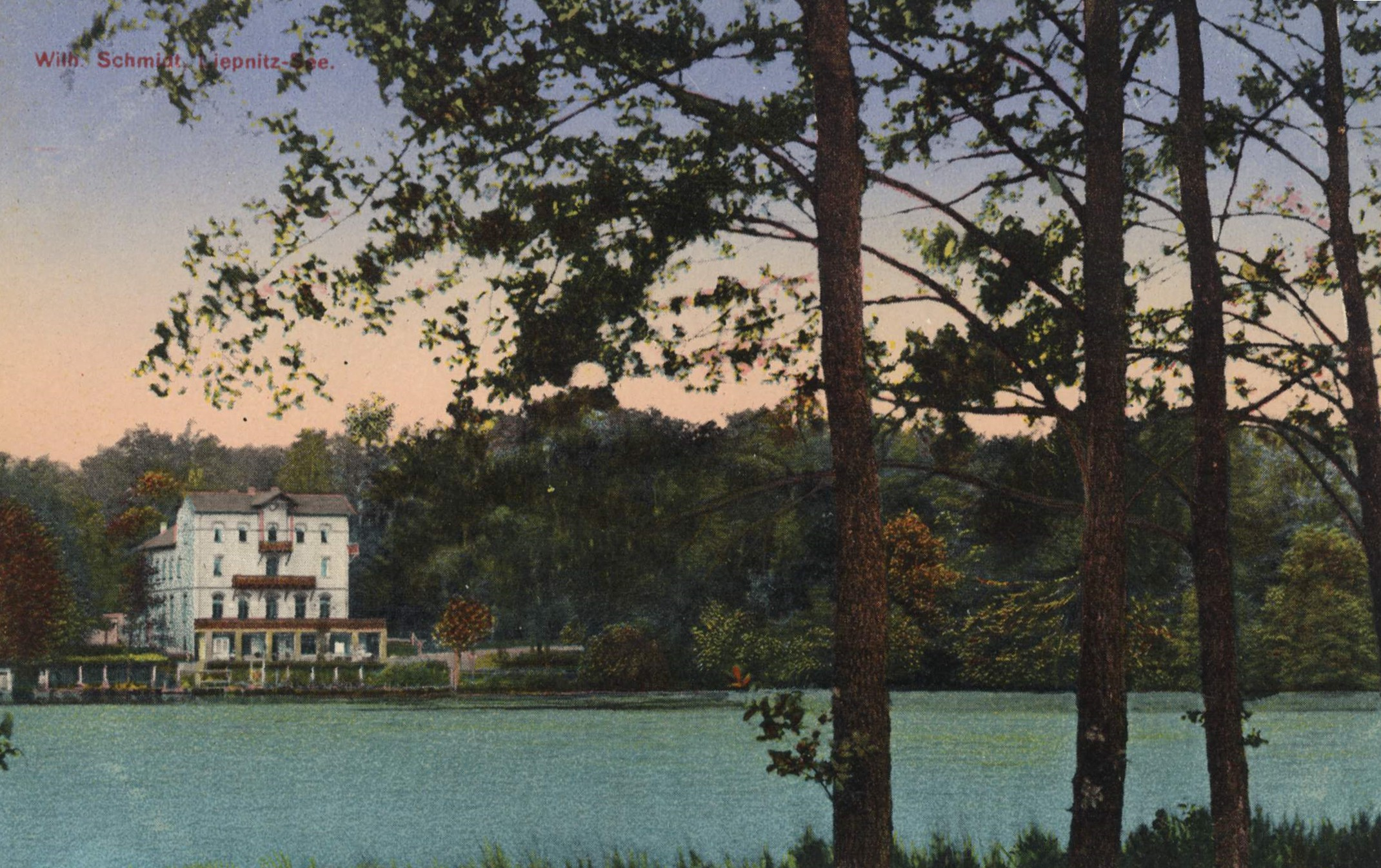
Gasthof Liepnitz-Schmidt um 1912

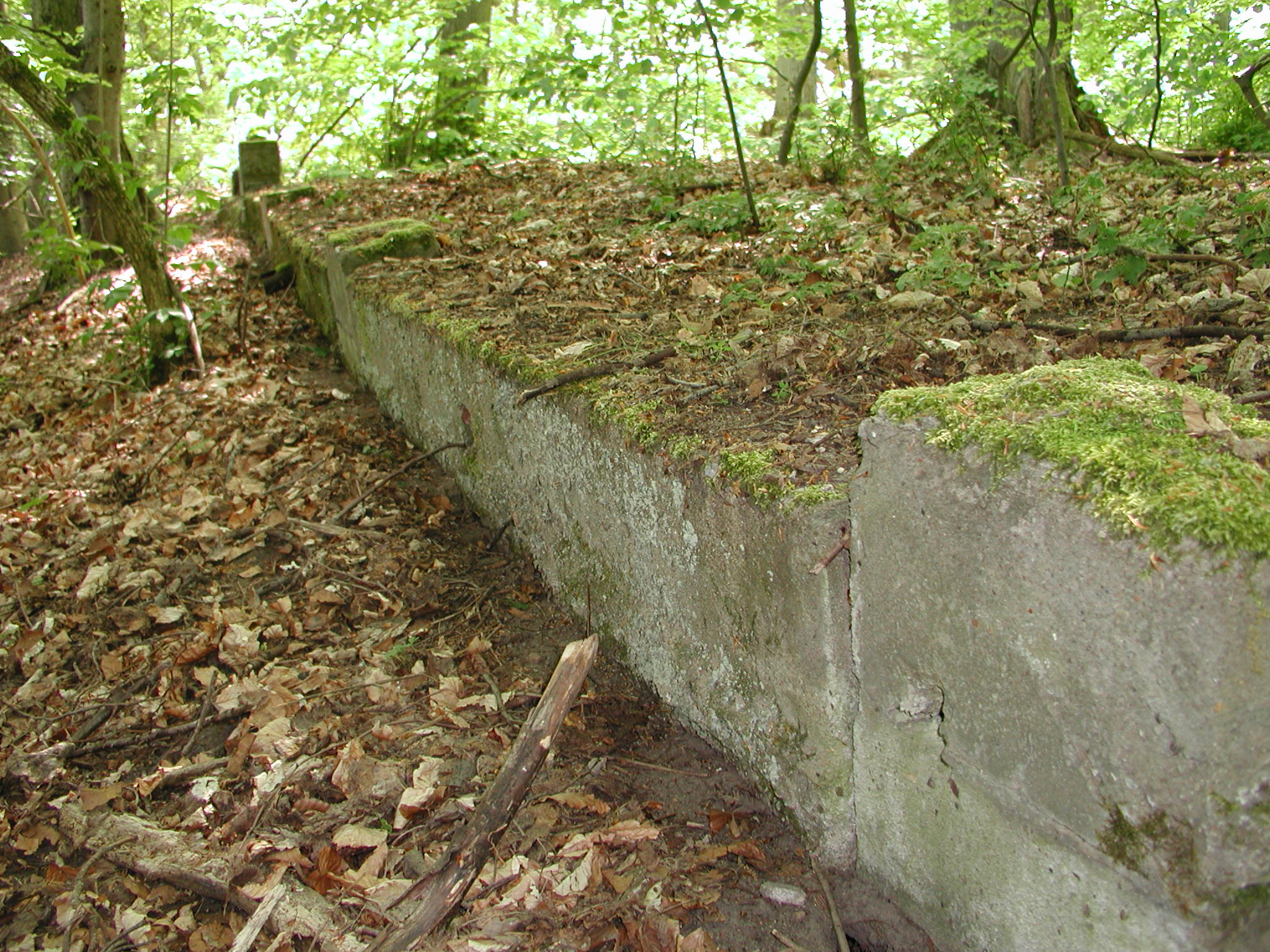
Fundamentreste des Gasthauses am Liepnitzsee um 2008

- Zu Beginn des 20. Jahrhunderts entstand – ebenfalls auf Grund des schnellen Wachstums des Ausflugsverkehrs – am Liepnitzsee, an dem es sonst auf der Südseite keinerlei Bebauung gab, das Gasthaus Liepnitz-Schmidt. Es hatte außer Übernachtungsmöglichkeiten mit Restaurant einige Holzstege, auf deren Ende Holzblockhäuschen standen, die von Anglern gemietet werden konnten, einen Bootsverleih, eine Kegelbahn, ein kleines Wildgehege und eine große Sonnenterrasse. Als am Ende des Zweiten Weltkrieges die Besitzer das Anwesen verließen, quartierten sich hier sowjetische Soldaten ein und zerstörten die Gebäude systematisch. Im Mai 1947 brannten die Häuser bis auf die Fundamente ab. Niemand kümmerte sich je um einen Wiederaufbau, einige brauchbare Reste wurden von den Siedlern weggetragen. Später wurden die Kellergänge zugeschüttet und man überließ alles der Natur. Noch heute sind einige Grundmauern des großen Hauses, der Terrasse und des Bootshauses zu entdecken, ein kleines Stück Weg zur wilden Badestelle am Liepnitzsee zeigt durch seine alte Kopfsteinpflasterung, dass hier früher ein Fahrweg existierte.

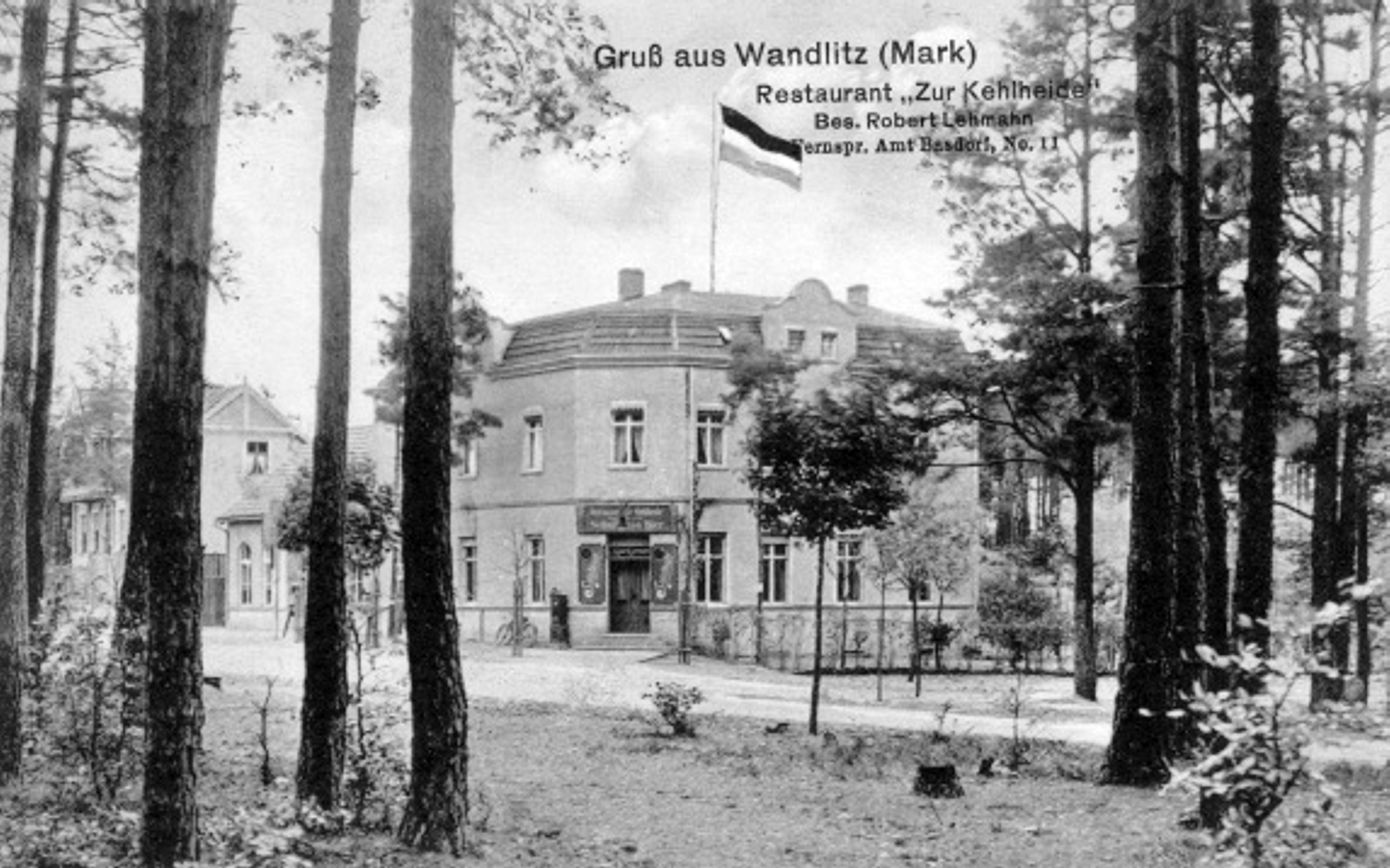
Gasthaus Zur Kehlheide um 1915

- Familie Lehmann (Vater Robert und Sohn Alexander) errichtete im Siedlungsgebiet um die Bernauer Chaussee (heute Kehlheide oder Nibelungensiedlung genannt) ab 1912 ein Zweifamilienwohnhaus und, als die ganze Gegend parzelliert und ebenfalls bebaut worden war, die Ausflugsgaststätte Zur Kehlheide.[20] Die zahlreichen Sonntagsgäste nutzten auch gern das Angebot „Hier können Familien Kaffee kochen“. Dem Restaurant war eine Kegelbahn angeschlossen, bereits frühzeitig kamen eine Tankstelle und eine Autoreparaturwerkstatt hinzu. Die Gaststätte wurde in den 1940er Jahren an Eugen Suchocki verpachtet. Als die Besitzer das Ausflugslokal 1958 aufgaben, erwarb es die DEWAG-Werbung und richtete hier ein Schulungs- und Ferienheim für Werbefachleute ein. 1970 entstand auf den Fundamenten der Kegelbahn (die an den Kegelsportclub BSG Lokomotive Basdorf abgegeben worden war) ein zweigeschossiger Erweiterungsbau. Im Jahr 1983 erfolgte die nächste bauliche Ergänzung auf der anderen Straßenseite – die DEWAG-Betriebsschule sowie ein kleines Heizwerk entstanden hier in Plattenbauweise nebst einem offenen Schulhof.[21] Das Restaurant war bis zur deutschen Wiedervereinigung 1990 nicht mehr für die Öffentlichkeit nutzbar. Nach dem Ende der DDR kaufte eine Betreibergesellschaft den Komplex südlich der Bernauer Chaussee und nutzte ihn nach kleinen Umbauten als Hotel-Restaurant Kehlheide noch einige Jahre. Der historische Tresen wurde in den Neubau integriert. Im Jahre 1997 erfolgte ein kompletter Um- beziehungsweise Neubau im Landhausstil, das Ensemble erhielt nun den Namen Waldhotel. Das Restaurant des Waldhotels heißt seit etwa 2011 wieder Zur Kehlheide. 
Die früheren Schul- und Wohngebäude nördlich der Bernauer Chaussee (Nummer 26) wurden bis 2010 als Ausbildungsstätte für soziale Berufe weiter genutzt, dann jedoch aufgegeben. Im Jahr 2012 hatte die Gemeindeverwaltung gemeinsam mit der brandenburgischen Landesregierung beschlossen, dieses Internatsgebäude zu einem Asylbewerberheim umzugestalten. Das Projekt konnte unter Mitwirkung der Anwohner umgesetzt und das Heim unter größerem Medieninteresse eröffnet werden.[22] Auch in den Folgejahren werden hier Geflüchtete untergebracht.